# Cal Baró (Tavertet)
Cal Baró és una casa de Tavertet (Osona) inclosa a l'Inventari del Patrimoni Arquitectònic de Catalunya.

## Descripció
Casa de carrer que fa xamfrà amb un carrer i per la part de ponent s'uneix a una altra casa. És de planta rectangular, coberta dues vessants amb el carener perpendicular a la façana la qual està orientada a migdia. Consta de planta baixa i dos pisos. La façana presenta un portal rectangular al centre i un altre a la part esquerra, 3 finestres al primer pis, i 3 al segon, totes amb els ampits motllurats. A la façana de llevant, de construcció recent, hi ha 4 finestres al primer pis, i 3 al segon. A ponent s'hi annexiona un cos de porxos, de construcció recent com ho demostren les bigues de pòrtland que els sostenen, igual que la barana que és del mateix material. En aquest indret hi ha un clos tancat amb reixa metàl·lica.

## Història
Aquesta casa, avui convertida en Restaurant, com moltes de les de Tavertet és fruit de l'època d'expansió demogràfica i d'afany constructiu que domina la pagesia catalana durant els segles XVII i XVIII, fet que en el cas de Tavertet queda palès en l'ampliació de l'església romànica durant aquesta època